# Krivé (okres Bardejov)
Krivé je obec na Slovensku v okrese Bardejov. Žije zde 212 obyvatel, první písemná zmínka pochází z roku 1454. Nachází se zde dřevěný řeckokatolický chrám svatého Lukáše z roku 1826, který je národní kulturní památkou Slovenské republiky.